# Bee Train
Bee Train (яп. ビィートレイン) — японська аніме-студія, найбільш відома за такими роботами як «Noir», «.hack//SIGN» та «Madlax» і заробила завдяки їм певну популярність в середовищі шанувальників юрі — в першу чергу, через тенденції вибирати на головні ролі молодих і рішучих дівчат із заплутаними і неоднозначними взаєминами. Частина знавців творчості студії проте вважає таке ставлення до нього невірним, указуючи на відсутність в них очевидних ознак приналежності до жанру сьодзьо-аі.

## Історія
Студія Bee Train була заснована 5 червня 1997 року Масімо Койті, що раніше працював режисером в Tatsunoko Production і в ним же заснованій невеликій фірмі Mashimo Jimusho. Спочатку Bee Train, разом з XEBEC, вважався дочірньою фірмою Production I.G, проте в лютому 2006 студія відокремилася і стала незалежною компанією.
Мета Масімо, заради якої він відкрив свою студію, полягала в тому, щоб створити так званий «госпіталь для аніматорів» (англ. hospital for animators), тобто компанію, в якій людський підхід був би важливіший за корпоративний, а вищою метою стали б не гроші, а самовираження талановитих співробітників і художня цінність картин. За словами самого Масімо, він розробив такий підхід протягом тривалого часу, проведеного в лікарні у зв’язку з нещасним випадком, що трапився з ним під час катання на гірських лижах , і з тих пір послідовно запроваджував в життя, будучи єдиним режисером і взагалі постійним співробітником студії.
Першими проектами студії стали випущені в 1999 році аніме-адаптації популярних в Японії відеоігор: «Popolocrois», «Arc the Lad», «Wild ARMS: Twilight Venom» та «Medabots». Отриманий при цьому досвід дуже став в пригоді студії, коли в 2002-му Bandai запропонували їй створити OVA до відомій ігровій тетралогії «.hack», а трохи пізніше — і повноцінне аніме-продовження до ігор, під ім’ям «.hack//SIGN» що стало, на думку деяких критиків, найвідомішою роботою студії на сьогодні. Згадана OVA стала відома як «.hack//Liminality», і кожна з чотирьох її серій додавалася до однієї з відеоігор.
Проте першим повністю самостійним проектом студії став «Noir». Створений майже одночасно з «SIGN», але випущений на екрани в 2001 року, «Noir» відразу ж став культовим серіалом в Японії і за її межами, в першу чергу, в США та Німеччині. За словами Масімо Койті, Noir із самого початку планувався як перша частина майбутньої трилогії, об'єднаної загальним піджанром «дівчата з пістолетами» (англ. «girls-with-guns») , другим епізодом якої став створений в 2004 році серіал «Madlax».
Необхідно відзначити, що хоча Noir і Madlax вважаються фактично візитною карткою студії Bee Train і особисто Койті Масімо, спочатку ідея створити щось подібне належала не йому, а продюсеру обох серіалів Кітаяма Сіґеру. Директор анімації Осава Сатосі сформулював думку Кітаямі, як бажання зобразити контраст між «дівочою крихкістю і зброєю — символом сили» , що в наш час вважається одним з небагатьох канонічних визначень цього піджанру. Проте, навіть незважаючи на подібну розпливчастість, після успіху Noir інтерес до жанру з боку інших фірм різко зріс, породивши цілий ряд ідейно схожих з ним аніме, наприклад, «Gunslinger Girl» (2003), що відзначали навіть незалежні оглядачі .
Офіс студії розташований в Кокубундзі (Токіо).

## Роботи
| Рік  | Назва                             | Формат  | Сер. | Режисер                     | Сценарист                                                                         | Композитор                       |
| ---- | --------------------------------- | ------- | ---- | --------------------------- | --------------------------------------------------------------------------------- | -------------------------------- |
| 1999 | Popolocrois Monogatari            | TV      | 25   | Койті Масімо                | Мацуй Ая                                                                          | Отані Ко                         |
| 1999 | Arc the Lad                       | TV      | 26   | Іцуро Кавасакі              | Акемі Омоде                                                                       | Осіма Мітіру                     |
| 1999 | Wild ARMS: Twilight Venom         | TV      | 22   | Масімо Койті Іцуро Кавасакі | Міцуй Хідекі Кавасакі Іцуро                                                       | Отані Ко                         |
| 1999 | Medabots                          | TV      | 52   | Тенсай Окамура              | Рьота Ямагуті                                                                     | Тедзука Осаму                    |
| 2001 | Noir                              | TV      | 26   | Койті Масімо                | Рьое Цукімура                                                                     | Юкі Кадзіура                     |
| 2002 | .hack//Liminality                 | OVA     | 4    | Койті Масімо                | Кадзунорі Іто                                                                     | Юкі Кадзіура                     |
| 2002 | .hack//SIGN                       | TV      | 26   | Койті Масімо                | Кадзунорі Іто Койті Масімо Кірін Морі Акемі Омоде Міцухіко Савамура Мітіко Йокоте | Юкі Кадзіура                     |
| 2002 | .hack//GIFT                       | OVA     | 1    | Койті Масімо                |                                                                                   | Юкі Кадзіура                     |
| 2003 | Avenger                           | TV      | 13   | Койті Масімо                | Хідефумі Кімура                                                                   | Ali Project                      |
| 2003 | .hack//Legend of the Twilight     | TV      | 12   | Койті Масімо                | Акацукі Яматоя Сатору Нісідзоно                                                   | Юкі Кадзіура                     |
| 2003 | Immortal Grand Prix               | TV      | 5    | Койті Масімо                | Койті Масімо Юкі Аріе                                                             | Fat Jon                          |
| 2004 | Madlax                            | TV      | 26   | Койті Масімо                | Йосуке Курода                                                                     | Юкі Кадзіура                     |
| 2004 | Meine Liebe                       | TV      | 13   | Койті Масімо                | Акемі Омоде                                                                       | Йосіхіса Хірано                  |
| 2005 | Tsubasa Chronicle (перший сезон)  | TV      | 26   | Койті Масімо                | Хіроюкі Кавасакі                                                                  | Юкі Кадзіура                     |
| 2006 | Meine Liebe wieder                | TV      | 13   | Койті Масімо                | Акемі Омоде                                                                       | Йосіхіса Хірано                  |
| 2006 | .hack//Roots                      | TV      | 26   | Койті Масімо                | Кадзунорі Іто Міва Кавасакі                                                       | Ali Project                      |
| 2006 | Spider Riders                     | TV      | 52   | Койті Масімо                | Йосуке Курода                                                                     | Фумітака Андзай Нобухіко Накаяма |
| 2006 | Tsubasa Chronicle (другий сезон)  | TV      | 26   | Койті Масімо Хіросі Моріока | Хіроюкі Кавасакі                                                                  | Юкі Кадзіура                     |
| 2007 | Murder Princess                   | OVA     | 6    | Томоюкі Курокава            | Тацухіко Урахата                                                                  | Ясуфумі Фукуда                   |
| 2007 | El Cazador                        | TV      | 26   | Койті Масімо                | Кен’іті Канемакі                                                                  | Юкі Кадзіура                     |
| 2007 | Spider Riders: Yomigaeru Taiyou   | TV      | 26   | Койті Масімо                |                                                                                   | Фумітака Андзай Нобухіко Накаяма |
| 2008 | Blade of the Immortal             | TV      |      | Койті Масімо                | Хіроюкі Кавасакі                                                                  | Ко Отані                         |
| 2008 | Batman Gotham Knight: Field Test  | Відео   | 1    | Хіросі Моріока              | Джордан Ґолдберґ                                                                  | Крістофер Дрейк                  |
| 2009 | Phantom ~Requiem for the Phantom~ | TV      |      | Койті Масімо                | Йосуке Курода                                                                     |                                  |
| 2010 | Halo Legends                      | OVA/ONA | 1    | Саваї Кодзі                 | Кавасакі Хіроюкі                                                                  |                                  |
| 2010 | Psychic Detective Yakumo          | TV      | 13   | Курокава Томоюкі            | Кавасакі Хіроюкі                                                                  | TBA                              |
| 2011 | Hyouge Mono                       | TV      | 39   | Койті Масімо                | Хіроюкі Кавасакі                                                                  | TBA                              |

### Інші роботи
- Toradora! епізод 4[5]

## Методи роботи
Одним з найбільш незвичайних методів роботи, якими користується Койті Масімо, слідуючи своїй стратегії «студії-госпіталю», є метод мозкового штурму нових задумок і концептів в стані алкогольного сп’яніння. Наприклад, за його словами, саме так народилася безпрецедентна (в усякому разі, для аніме) ідея містичного зв’язку між Мадлакс та Маргарет в Madlax .
Інша тенденція Bee Train — запрошувати на озвучування нових ролей тих сейю, які вже озвучували схожі ролі в інших роботах студії: Кувасіма Хоко (Кіріка Юмура в Noir, Маргарет Бертон в Madlax), Хісакава Ая (Хлое, Лімельда Йорг, Джоді Хейуард в El Cazador) та Каорі Надзука (Субару в .hack//SIGN, Сіно в .hack//Roots) є найбільш відомими тому прикладами. Цікаво, що роль Надзукі в Roots послужила приводом для жвавих дискусій серед шанувальників обох серіалів на тему, чи є її персонажі в них однією і тією ж людиною.
Відомий японський композитор і музичний продюсер Кадзіура Юкі написала музику для більшості робіт студії, починаючи з Noir, чия популярність, на думку частини критиків, багато в чому обумовлена високою якістю саундтреку, і закінчуючи (на вересень 2006) першим сезоном Tsubasa Chronicle. Коментуючи свою прихильність її музики до якої-небудь інший, Масімо одного разу відзначив, що, насправді, «вона — казкарка, яка на додаток уміє писати музику» .
Так само для створення музики для своїх проектів Bee Train неодноразово запрошували дует Ali Project, що взяв участь в роботі над Noir (відкриваюча пісня), Avenger та .hack//Roots.
Музика грає набагато більшу роль в творчості Bee Train, ніж в роботах інших студій, оскільки одним з робочих принципів Койті Масімо є те, що музика така ж рівноправна частина твору, як і анімація і озвучення. З цієї причини він не любить поняття «музичний супровід» настільки, що часто музика в його картинах заглушає мову персонажів, а в деяких випадках останньою взагалі нехтують на користь першої. Приклади тому можна побачити в Avenger, .hack//SIGN, Madlax і ряду інших робіт.
У анімації Масімо віддає перевагу м’якому, злегка розмитому дизайну без різких кутів, ліній і фарб. Також до часто використовуваних стилістичних прийомів відносяться дуже близькі ракурси, що показують, наприклад, тільки обличчя персонажа, очі або рот, коли він говорить, і ракурси дальні, з яких видні обидва співрозмовника, які не рухаються під час розмови. Як і багато інших творців аніме, Bee Train дуже багато уваги приділяють очам персонажів.